# 京漬物

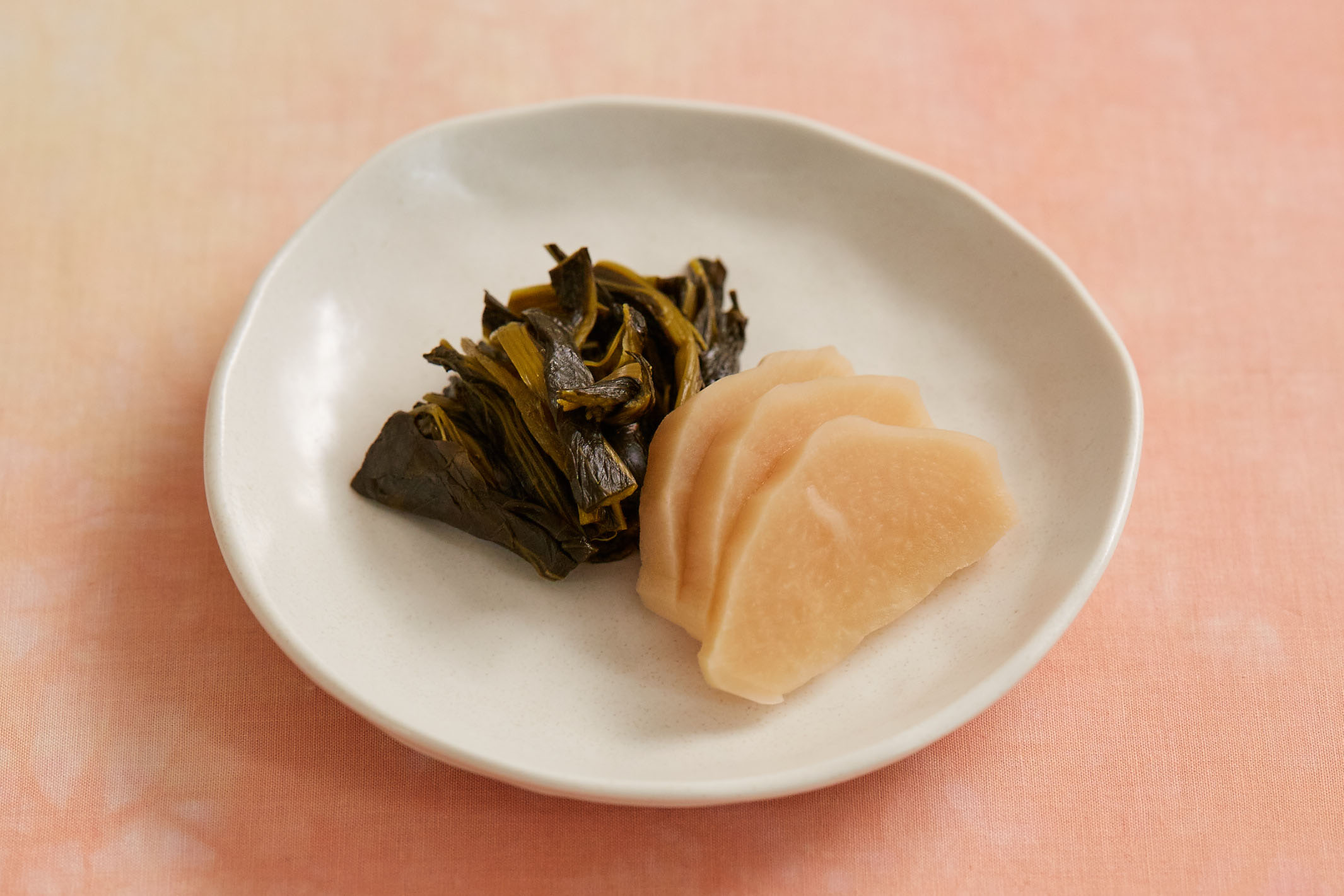
すぐき

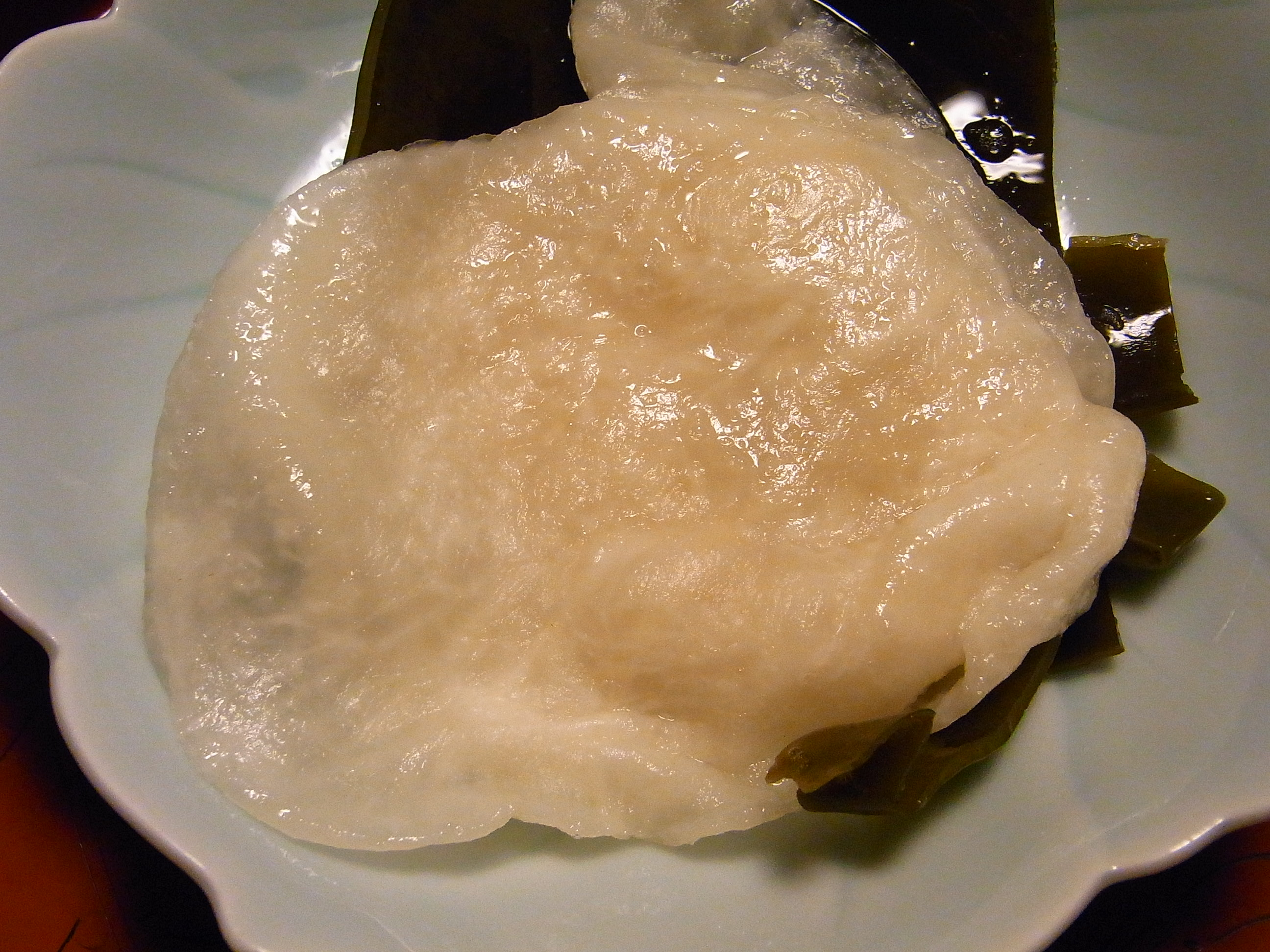
千枚漬け

京漬物（きょうつけもの）は、京都府産の野菜から京都でつくられた漬物の総称。

## 概要
京漬物は京料理と並んで京都の食文化の象徴とされる。元々は、旬の野菜を料理の具材として使用するために塩蔵保存したことに始まる。
すぐき（すぐき漬）、しば漬け、千枚漬けが代表的な京漬物とされ、「三大漬物」とも称される。なかでも、すぐきは京都でしか作られていない。ただし、独特で癖のある酸味は京都の人間でも好き嫌いが別れる。
京都府漬物協同組合によって地域団体商標登録されており、「京漬物」は第5009700号、「京つけもの」は第5009699号である。

## 歴史
塩漬け、粕漬け、味噌漬けなどが始まり、江戸時代になって糠漬けが登場した。
冬の京都市には「京の底冷え」と呼ばれる気温が低く、湿度が高いという特有の気候がある。この気候は雑菌の繁殖は防ぎつつも、発酵は維持されるという漬物作りに理想的な気候でもある。
京野菜は、絶滅した2種を含む37品種が認定されているように種類が豊富である。また、平安京への遷都以来、日本の文化の中心でもあった京都には日本全国各地から人々が集まることで交流が生まれ、様々な食文化がもたらされることになった。当時、寺院を中心とした野菜食中心の食文化と、保存食を工夫する文化とから漬物文化が発達することになる。また、京都で海産物の入手が困難であることは、野菜作りを盛んにすると共に、海産物を輸送してくる際の保存方法として発酵の技術が発展したことも理由として考えられている。
文化的な観点からでは、京都では先祖代々、質素な生活が美徳とされており、野菜を塩で漬け込んだ漬物はその精神とも符合していた。これと共に禅宗の普及によって精進料理が親しまれるようになったことも漬物文化の発展に関係しているとみられる。